# Maurs
Maurs é uma comuna francesa na região administrativa de Auvérnia-Ródano-Alpes, no departamento de Cantal. Estende-se por uma área de 30,92 km². Em 2010 a comuna tinha 2 195 habitantes (densidade: 71 hab./km²).